# Jean Toomer

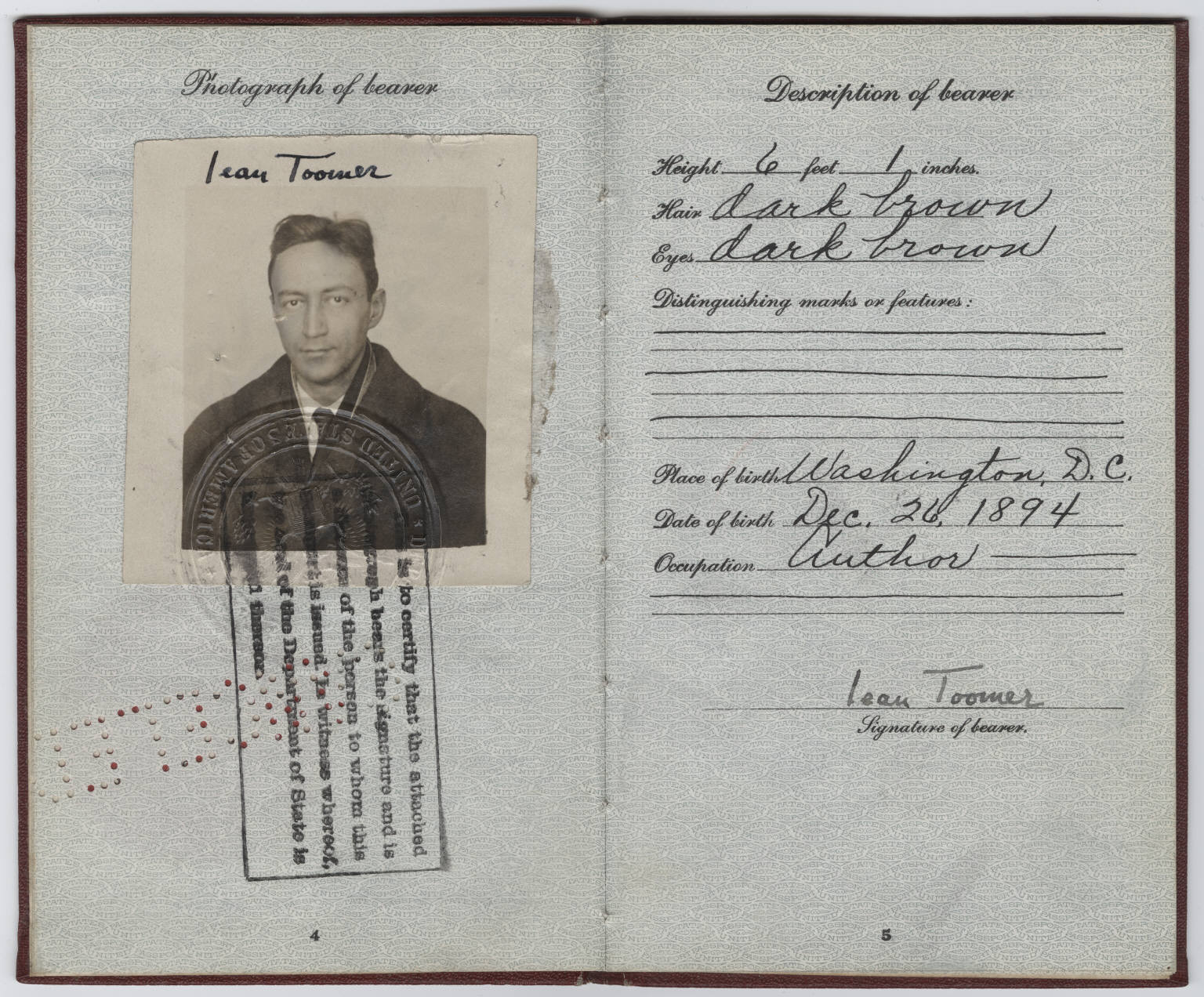
Jean Toomer (1926)

Jean Toomer (Geburtsname: Nathan Pinchback Toomer; * 26. Dezember 1894 in Washington, D.C.; † 30. März 1967 in Doylestown, Bucks County, Pennsylvania) war ein US-amerikanischer Schriftsteller, der durch seinen Roman Cane zu einem bedeutenden Vertreter der Harlem Renaissance, einer Richtung innerhalb der afroamerikanischen Literatur in der amerikanischen Literatur, wurde.

## Leben
Toomer war mütterlicherseits ein Enkel von P. B. S. Pinchback, der 1872 Gouverneur von Louisiana und damit zugleich als erster Afroamerikaner Gouverneur eines US-Bundesstaates wurde.
Nach dem Schulbesuch studierte er an der University of Wisconsin, am City College of New York und der University of Chicago. Später belegte er auch Kurse in Meditation am Gurdjieff-Institut in Frankreich.
Sein literarisches Debüt gab er 1923 mit dem Roman Cane und wurde damit zu einem der führenden Vertreter des Harlem Renaissance in der afroamerikanischen Literatur. Bei Cane handelt es sich um ein durch und durch modernistisches und experimentelles, wenn auch bisweilen formlos erscheinendes Werk, das Prosa, Lyrik und Drama vereint.
Nach Essentials (1931), einer Sammlung von Aphorismen, erschien zu seinen Lebzeiten noch Portage Potential (1932). Erst posthum erschienen die Anthologien The Wayward and the Seeking (1980) und The Collected Poems of Jean Toomer (1988).
Neben seinen beiden Ehen, unter anderem mit einer Nachfahrin des puritanischen Theologen John Cotton, hatte Toomer auch Liebesbeziehungen mit Margaret Naumberg Frank, der Ehefrau des Schriftstellers Waldo Frank, sowie mit der Malerin Georgia O’Keeffe.

## Werke (Auswahl)
Briefe
- Kathleen Pfeiffer (Hrsg.): Brother mine. The correspondence of Jean Toomer and Waldo Frank. University Press, Urbana, Ill. 2010, ISBN 978-0-252-03540-1.
- Mark Whalan (Hrsg.): The Letters of Jean Toomer, 1919-1924. University of Tennessee Press, Knoxville 2006, ISBN 1-57233-470-3.

Einzelausgaben
- Zuckerrohr („Cane“, 1923). Ullstein, Frankfurt/M. 1985, ISBN 3-548-30176-2 (Die Frau in der Literatur).

Werkausgaben
- John C. Griffin (Hrsg.): The uncollected works of Jean Toomer. 1894–1967. Mellen, Lewiston 2003, ISBN 0-7734-6810-2.
- Robert B. Jones (Hrsg.): The collected poems of Jean Toomer. University Press, Chapel Hell, N.C. 1988, ISBN 0-8078-1773-2.
- Frederic L. Rusch (Hrsg.): A Jean Toomer Reader. University Press, New York 1993, ISBN 0-19-507733-4.
- Darwin T. Turner (Hrsg.): The wayward and the seeking. A collection of writings by Jean Toomer. University Press, Washington 1980, ISBN 0-88258-014-0.